# 복륙언
복륙 언(復陸偃, ? ~ ?)은 전한 중기의 제후이다. 흉노 출신으로, 아버지 복륙지가 전한에 귀순하여 공을 세우고 두후(杜侯)에 봉해졌다.

## 행적
원정 3년(기원전 114년), 복륙지의 뒤를 이어 두후에 봉해졌다.

## 출전
- 반고, 《한서》 권17 경무소선원성공신표

| 선대 아버지 복륙지 | 전한의 두후 기원전 114년 ~ ? | 후대 아들 복륙도기 |